# San Francisco, Calcahualco
San Francisco är en ort i Mexiko.   Den ligger i kommunen Calcahualco och delstaten Veracruz, i den sydöstra delen av landet, 210 km öster om huvudstaden Mexico City. San Francisco ligger 2 248 meter över havet och antalet invånare är 445.
Terrängen runt San Francisco är kuperad österut, men västerut är den bergig. Terrängen runt San Francisco sluttar österut. Runt San Francisco är det ganska glesbefolkat, med 36 invånare per kvadratkilometer. Närmaste större samhälle är Huatusco de Chicuellar, 18,1 km öster om San Francisco. I omgivningarna runt San Francisco växer huvudsakligen savannskog.